# Jestetten
Jestetten is een plaats in de Duitse deelstaat Baden-Württemberg en maakt deel uit van het Landkreis Waldshut.
Jestetten telt 5.237 inwoners.
Albbruck ·
Bad Säckingen ·
Bernau im Schwarzwald ·
Bonndorf im Schwarzwald ·
Dachsberg ·
Dettighofen ·
Dogern ·
Eggingen ·
Görwihl ·
Grafenhausen ·
Häusern ·
Herrischried ·
Höchenschwand ·
Hohentengen am Hochrhein ·
Ibach ·
Jestetten ·
Klettgau ·
Küssaberg ·
Lauchringen ·
Laufenburg (Baden) ·
Lottstetten ·
Murg ·
Rickenbach ·
St. Blasien ·
Stühlingen ·
Todtmoos ·
Ühlingen-Birkendorf ·
Waldshut-Tiengen ·
Wehr ·
Weilheim ·
Wutach ·
Wutöschingen